# Liturgisch vaatwerk

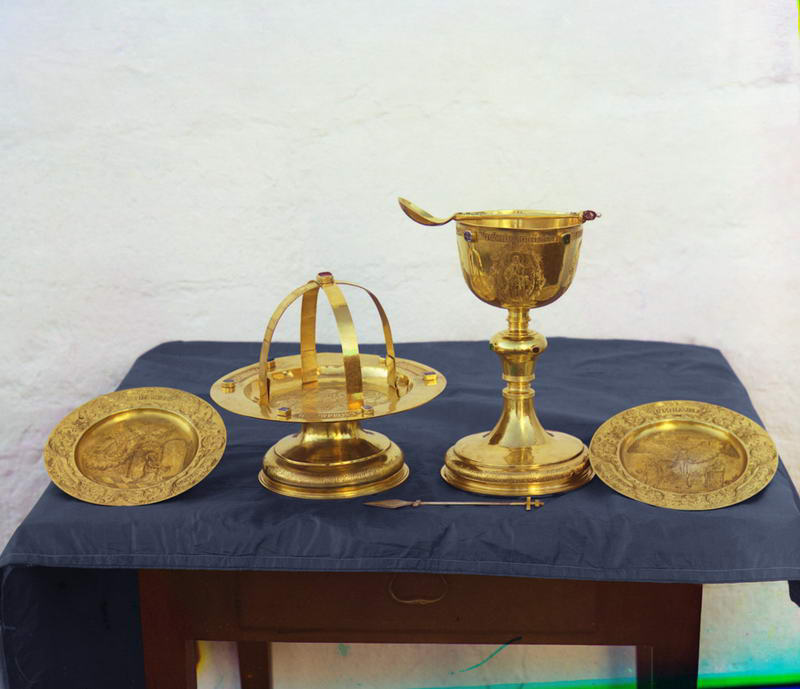
Liturgisch vaatwerk uit de Oosters Orthodoxe ritus

Liturgisch vaatwerk omvat die schalen, kannen en kelken die in godsdienstige plechtigheden worden gebruikt. In veel godsdiensten, waaronder het jodendom en het christendom komen dergelijke objecten voor maar vooral bij de katholieke Mis en het protestantse Avondmaal spreekt men van liturgisch vaatwerk. Vaak is dat van kostbaar metaal zoals zilver en goud vervaardigd. Wanneer het gebruik van vaatwerk in een liturgie is voorgeschreven is er sprake van liturgisch vaatwerk.

## Katholieke Kerk
Zie: Liturgisch vaatwerk (Katholieke Kerk)

## Liturgisch vaatwerk in de protestantse kerken
In de protestantse kerken is het vaatwerk dat bij het Heilig Avondmaal gebruikt wordt een stuk eenvoudiger, omdat brood en wijn naar de protestantse opvatting niet worden geconsacreerd.
In de meeste gereformeerde kerken bestaat het uit een schenkkan en een aantal drinkbekers voor de wijn, en een aantal schalen voor het brood. Meestal zijn ze in zilver of een ander metaal uitgevoerd, maar aardewerk en andere materialen komen ook voor.